# Gautier Morberius
Gautier Morberius, ou parfois de son nom savant Gualterus Morberius, né (?) et décédé en 1595, est le premier imprimeur de la Cité de Liège, où il exerça de 1560 à 1595.

## Premier livre
Son premier livre édité dans la Cité est le Breviarium in usum venerabilis ecclesiœ collegiatœ Sti Pauli Leodiensis, commandé par le chapitre de la collégiale Saint Paul à la suite d'une donation de son auteur, Jean VII Stouten, doyen de ladite église (1519-1556). Cet ouvrage comprend deux volumes in 8°; le premier terminé le 1er novembre 1560 et le second le 4 juillet 1561.
La grande rareté de ce livre s'explique par le petit nombre d'exemplaires qui en a été tiré. Un exemplaire est conservé à la bibliothèque Ulysse Capitaine, actuellement exposé au Grand Curtius. Un autre, provenant peut-être de la collégiale Saint-Jean l'Évangéliste, se trouve dans les collections de l'université de Liège.